# Tammi Terrell
Tammi Terrell (29. dubna 1945 Filadelfie – 16. března 1970 Filadelfie), vlastním jménem Thomasina Winifred Montgomery, byla americká zpěvačka a textařka písní, známá zejména díky své spolupráci s Motown Records a svými duety s Marvinem Gayem. Jako teenager nahrávala pro společnosti Scepter/Wand, Try Me a Checker. V dubnu 1965 spolupracovala s Motown a zažívala menší úspěch jako sólová zpěvačka. Jakmile vytvořila duo s Marvinem Gayem v roce 1967, její sláva rostla. Avšak 14. října tohoto roku se během koncertu zhroutila na jevišti do náručí Gaye a brzy poté jí diagnostikovali zhoubný nádor na mozku, který nakonec vedl k její smrti ve věku 24 let.

## Biografie

### Rodina a soukromí
Tammi Terrel rozená Thomasina Winifred Montgomery pocházela z Filadelfie. Členové rodiny předpokládali, že budou mít syna a tak se uchytilo jméno „Thomas“. Potom, co se Tammi narodila, přidali –ina. Rodiče oslovovali Terrell „Tommie“. Terrell měla mladší sestru, Ludii (narozenou 1949).
Terrell začala zpívat v kostele již ve velmi mladém věku. Během dospívání se stávala stále více vzpurnou a svobodomyslnou rebelkou a změnila si jméno na „Tammy“ (poté, co viděla film Tammy and the Bachelor v létě roku 1957 a slyšela jeho ústřední melodii „Tammy“).
Někdy v této době si Terrell začala stěžovat na bolesti hlavy. Rodina Terrell uvedla, že to předznamenalo její pozdější boj s rakovinou mozku, ale v té době to nepovažovali za závažný problém.

### Kariéra
Ve třinácti letech započala Terell profesionální pěveckou kariéru. Roku 1960, ještě před jejími patnáctými narozeninami, podepsala smlouvu se Scepter Records a nahrála doo-wop singl „If You See Bill“, zveřejněným pod jménem „Tammy Montgomery“. I když nahrávka nebyla úspěšná, navázala díky ní kontakty v R&B kruzích a odjela na turné s největšími umělci (ze Scepter nahrávací spol.) a jinými populárními R&B umělci z okolí Filadelfie, včetně Chubbyho Checkera, Patti LaBelle a The Bluebells.
Také působila jako předskokan hvězdě R&B Genu Chandleorovi, se kterým měla mimo jiné vztah. V roce 1962 na sebe Terrell upoutala pozornost Jamese Browna a jako sedmnáctiletá začala působit v Brownovo populárním Revue jako jedna z jeho prvních ženských headliners.
V roce 1963 nahrála pro Brownovo nahrávací studio Try Me baladu „I cried“, která jí přinesla značný úspěch. Vztah Browna a Terrell byl ovlivněn Brownovým fyzickým týráním Tammi. Po hrůzném incidentu v zákulisí po jedné z show, se zeptala Terrell Chandlera, který byl této události svědkem, zda by jí neodvezl na autobus a ona tak mohla odjet domů. Tak skončil dvouletý vztah s Brownem. Ludie Montgomery zaznamenala ve svých vzpomínkách o Terrel, že později potkala Sama Cookea (v roce 1964), který o ní jevil zájem. Předtím, než však mohl vztah začít, byl Cooke v ten samý rok v prosinci zavražděn v Los Angeles.
Po nahrání singlu pro Checker Records v roce 1964, vydaného legendárním Bertem Bernsem, byla Tammi spárovaná se zpěvákem Jimmym Radcliffem pro nově vydanou duetovou verzi singlu „If I would Marry You“ kde Terrell debutovala jako spolu-textařka s Bernsem, opustila Terrell napůl showbyznys a zapsala se na univerzitu v Pensylvánii, kde zůstala dva roky. V roce 1965 Jerry „The Ice Man“ Butler požádal Terrell, aby s ním zpívala v sérii nočních show v nočních barech. Terrell souhlasila pod podmínkou, že bude moci pokračovat ve studiích v Pensylvánii. V březnu 1965 si jí na jednom z představení všiml Berry Gordy a požádal ji, zda nechce nahrávat pro Motown Records. Terrell souhlasila a podepsala s Motown smlouvu, 29. dubna 1965 na její 20. narozeniny.
První singl u Motown byl „I cant believe you love me“ zkomponovaný Johnnym Bristolem a Harveym Fuqua v roce 1965. Před prvním vydáním jí dal Gordy nové jméno, neboť Tammy Montgomery se mu zdálo příliš dlouhé. Chtěl název, který by představoval „sex appeal“ a proto vsadil na „Tammi Terrell“ s měkkým i místo tvrdého y. Píseň získala obrovský úspěch. Dosáhla vrcholu třiceti nejlepších amerických R&B v žebříčku.
Další mírným úspěchem byl žhavý song „Come On and See Me“. Terrell také nahrála první verzi budoucí klasiky Stevieho Wondera „All I Do (Is Think About You)“ a také nahrála verzi songu „This Old Heart of Mine (Is Weak for You)“ (od The Isley Brothers) v mírně zvýšeném tempu ovlivněném gospelem.
Úspěch Terrell jí přivedl na místo v Motortown Revue. Někdy v této době začala Terrell milostný vztah s Davidem Ruffinem, členem The Temptations. V roce 1966 Ruffin požádal Terrell o ruku. Terrell byla v šoku, když se později dozvěděla, že Ruffin už má ženu a tři děti žijící v Detroitu. Poté mezi nimi začala série veřejných dohadů. Tvrdilo se, že Ruffin udeřil Terrell kladivem a mačetou. Toto tvrzení však její rodina a kolegové z Motown popřeli. Ludie Montgomery však potvrdila, že Ruffin udeřil Terrel motocyklovou přilbou do obličeje. Tento incident ukončil v roce 1967 jejich vztah.

### Úspěch s Marvinem Gayem a diagnóza rakoviny
Na počátku let 1967 viděl Marvin Gaye tři zpěváky natočit duety s Mary Wells, Kim Weston a Oma Page a opustil Motown. Když Gordy zjistil, že by z toho mohla Terrell vytěžit, zeptal se jí zda by nechtěla nazpívat duety s Gayem, s čímž souhlasila. Gaye později přiznal, že nevěděl jak hudebně je Terrell obdařená, dokud spolu nezačali nahrávat.
Nejdříve byly duety nahrávány odděleně. Píseň „Ain't No Mountain High Enough“, originálně napsaná pro Dusty Springfield, se stala celosvětovým popovým hitem na jaře roku 1967, což udělalo z Tammi hvězdu. Jejich další hit „Your Precious Love“, se stal ještě větším hitem. V roce 1967 se duo umístilo po třetí v top desítce singlem „If I Could Build My Whole World Around You“. Na druhé straně píseň, kterou složil Marvin Gaye, „If This World Were Mine“ také zaznamenala mírný úspěch v obou kategoriích (68. místo v pop žebříčku a 27. v R&B žebříčku). Gaye později řekl, že tento song byl pro Tammi jeden z nejoblíbenějších.
Všechny čtyři písně, které složil Marvin Gay byly součástí prvního alba jejich duetů „United“, vydaného na konci léta roku 1967. Během roku Gaye a Terrel začali vystupovat společně a Terrell se stala inspirací pro plachého Gaye, který nenáviděl živé představení. Duo ještě vystupovalo v různých televizních pořadech, kde zpívali své hity. Zatímco Terrell byla konečně považována za hvězdu, její migrény a bolesti hlavy, kterými trpěla jako dítě, začaly být více konstantní. 14. října 1967 v době, kdy vystupovala společně s Gayem v Hampden–Sydney College, venku v prostranství Vysoké školy ve Farmville ve Virginie, omdlela na jevišti. Gaye jí zachytil a spěchal s ní do zákulisí, odkud byla odvezena do nemocnice v Southside Community Hospital a později jí zde byl diagnostikován zhoubný nádor na mozku.
Po šesti týdnech v nemocnici ve Filadelfii, kde prodělala první z osmi operací, které ji měli v budoucnu čekat, se vrátila do Detroitu nahrávat duet s Gayem, „You're All I Need to Get By“. Předtím než zkolabovala na jevišti a diagnózovali ji rakovinu, nahrávali Tammi a Gaye společně od doby prvního nahrávání „Ain't Nothing Like the Real Thing“. Obě skladby se staly jedničkami mezi R&B hity roku 1968.
Ke konci roku 1969 Gaye při koncertu v divadle Apollo spatřil Terrell v publiku za zpěváky, v té době vážící asi 40 kg, jak začíná zpívat úvodní slova jejich hitu „You're All I Need to Get By“. Gaye, který vystupoval v programu s Carlou Thomas, údajně vystoupil z jeviště k Terrell, která dostala mikrofon a zpívali spolu. Představení končilo ovacemi ve stoje. To mělo být poslední veřejné vystoupení Tammi Terrell.

### Smrt a následky
Ke konci života byla Terrell zasnoubená s lékařem, i když ne se svým osobním. Na konci roku 1969 byla Terrell na své sedmé operaci, ale její tumor se stále jen zhoršoval. V roce 1969 bylo vydáno její první a jediné sólové album, Irresistible, které obsahovalo nahrávky pocházející z let 1965 až 1968. Roku 1969 článek v Ebony informoval o zdravotním stavu Tammi Terrell a poskytl exkluzivní rozhovor, kde zpěvačka doufá, že se vrátí zpátky a začne opět nahrávat a živě koncertovat. Nicméně, nestalo se. 25. ledna 1970 měla Terrell svou poslední osmou operaci. Krátce po operaci upadla do kómatu. Terrell následně zemřela na komplikace způsobené nádorem na mozku 16. března 1970. Bylo to měsíc a dva týdny před jejími 25. narozeninami.
Marvin Gaye reagoval na její onemocnění tím, že od roku 1967, kdy zkolabovala do jeho náručí na pódiu, přestal na 4 roky koncertovat. Jeho první představení po této pauze bylo k příležitosti otevření Kennedyho centra ve Washingtonu D.C. 1. května 1972, kde představil své hitové album What's Going On. Gaye zmínil, že i on cítí malou zodpovědnost za nemoc a smrt Terrell. Nedokázal uznat, že si zaslouží svůj vlastní úspěch a to ani za jeho mezinárodní hit „I heard It Through the Grapevine“. Podle snoubence Tammi Terrell byl Gaye jediný člověk z Motown, kterému matka Tammi povolila přijít na pohřeb. Její matka totiž kritizovala Motown, že nepomohli Terrell s léčbou nemoci a navíc vydali nahrávky Terrell bez jejího souhlasu. Gaye také potvrdil názor, že Motown profituje z nemoci Terrell a odmítl propagovat album Easy navzdory tomu, že Motown přislíbil výdělek na pokrytí zdravotní péče pro Terrell. Gaye se nikdy úplně nedostal přes její smrt. Podle několika biografií bylo uvedeno, že smrt Terrell vedla u Gaye k depresím a drogové závislosti.
Kromě toho Gayeovo klasické introspektivní album What's Going On v hlubokých tóninách, které se zabývá zralými tématy vydané roku 1971, bylo z části reakcí na smrt Tammi. V červenci roku 1970, čtyři měsíce po předčasném odchodu Terrel, se stala dramatická gospel-popová předělávka songu „Ain't No Mountain High Enough“ (vydaná Dianou Ross) hitem číslo jedna. 8. října 2010 Hip-O Select vydal Come And See Me: The Complete Solo Collection, kolekci nahrávek sólových písní Terrell ze střední školy plus nikdy dříve nevydané písně a 13 minut z jediného známého živého záznamu koncertu Tammi Terrell.

## Diskografie

### Alba
- 1967: The Early Show
- 1969: Irresistible
- 2001: The Essential Collection
- 2010: Come On and See Me: The Complete Solo Collection

#### S Marvinem Gayem
- 1967: United
- 1968: You're All I Need
- 1969: Easy
- 1970: Marvin Gaye and Tammi Terrell's Greatest Hits
- 2001: The Complete Duets

### Singly
- 1961: „If You See Bill“
- 1962: „Voice of the Experience“
- 1963: „I Cried“
- 1964: „If I Would Marry You“
- 1965: „I Can't Believe You Love Me“
- 1966: „Come On and See Me“
- 1968: „This Old Heart of Mine (Is Weak for You)“

#### S Marvinem Gayem
- 1967: „Ain't No Mountain High Enough“
- 1967: „Your Precious Love“
- 1967: „If I Could Build My Whole World Around You“
- 1968: „If This World Were Mine“
- 1968: „Ain't Nothing Like the Real Thing“
- 1968: „You're All I Need to Get By“
- 1968: „Keep On Lovin' Me Honey“
- 1969: „You Ain't Livin' till You're Lovin'“
- 1969: „Good Lovin' Ain't Easy to Come By“
- 1969: „What You Gave Me“
- 1969: „The Onion Song“
- 1970: „California Soul“